# Survivor Series 2017
Survivor Series 2017 là sự kiện đô vật được tổ chức bởi WWE, đây là cuộc chiến giữa Raw và SmackdownLive. Nó sẽ được tổ chức vào 19 tháng 11 năm 2017 tại Trung tâm Toyota ở Houston, Texas, và là lần thứ 31 sự kiện Survival Series được tổ chức trong lịch sử.

## Trận đấu
| #                                                                               | Trận đấu | Thể loại(s)                                       | Thời gian |
| ------------------------------------------------------------------------------- | --- | ------------------------------------------------- | --------- |
| 1P                                                                              | Elias đánh bại Matt Hardy | Trận đáu 1-on-1                                   | 9:15      |
| 2P                                                                              | Enzo Amore (c) đánh bại Kalisto | 1 on 1 cho Cruiserweight Championship             | 8:45      |
| 3P                                                                              | Kevin Owens và Sami Zayn đánh bại Breezango (Fandango và Tyler Breeze) | Đồng đội                                          | 7:45      |
| 8                                                                               | The Shield (Dean Ambrose, Seth Rollins và Roman Reigns) đánh bại The New Day (Big E, Kofi Kingston và Xavier Woods)                                                                | SmackDown đối đầu Raw 6 Man Tag Team Match        |           |
| 6                                                                               | Team Raw (Alicia Fox (l), Nia Jax, Asuka, Sasha Banks và Bayley) đánh bại Team SmackDown (Becky Lynch (l), Carmella, Naomi, Tamina, và Natalya) (với Lana)                         | Raw vs Smackdown                                  |           |
| 4                                                                               | Baron Corbin (WWE United States Champion) đánh bại The Miz (WWE Intercontinental Champion)                                                                                         | SmackDown đối đầu Raw Champion đối đầu Champion   |           |
| 5                                                                               | The Usos (Jey và Jimmy Uso) (SmackDown Tag Team Champions) đánh bại The Bar (Cesaro và Sheamus) (Raw Tag Team Champions)                                                           | SmackDown đối đầu Raw Champions đối đầu Champions |           |
| 7                                                                               | Charlotte Flair (SmackDown Women's Champion) đánh bại Alexa Bliss (Raw Women's Champion)                                                                                           | SmackDown đối đầu Raw Champion contre Champion    |           |
| 10                                                                              | Brock Lesnar(Universal Champion) (với Paul Heyman) đánh bại AJ Styles (WWE Champion)                                                                                               | SmackDown đối đầu Raw Champion đối dầu Champion   |           |
| 9                                                                               | Team Raw (Kurt Angle (l), Braun Strowman, Samoa Joe, Finn Bálor và Triple H) đánh bại Team SmackDown (Shane McMahon (l), Randy Orton, Bobby Roode, Shinsuke Nakamura và John Cena) | Raw vs Smackdown                                  |           |
| (l) Chỉ huy đã được chỉ định (c) – Các nhà vô địch P –Trận đấu đã được chỉ định | |                                                   |           |

## Trận đấu 5 on 5 (nữ)
| #                         | Đấu sĩ           | Đội                 | Đánh bại bởi     | Đòn                    |                  |
| ------------------------- | ---------------- | ------------------- | ---------------- | ---------------------- | ---------------- |
| 1                         | Becky Lynch      | Team Smackdown Live | Bayley           | Roll-Up                |                  |
| 2                         | Bayley           | Team RAW            | Tamina           | Splash                 |                  |
| 3                         | Nia Jax          | Team RAW            | Naomi            | Crossbody              |                  |
| 4                         | Alicia Fox       | Team RAW            | Naomi            | Roll-Up                |                  |
| 5                         | Naomi            | Team Smackdown Live | Sasha Banks      | Bank Statement         |                  |
| 6                         | Carmella         | Team Smackdown Live | Asuka            | Reverse Rondhouse Kick |                  |
| 7                         | Sasha Banks      | Team RAW            | Natalya          | Sharpshooter           |                  |
| 8                         | Tamina           | Team Smackdown Live | Asuka            | Asuka Lock             |                  |
| 9                         | Natalya          | Team Smackdown Live | Asuka            | Asuka Lock             |                  |
| Người trụ được cuối cùng: | Asuka (Team Raw) | Asuka (Team Raw)    | Asuka (Team Raw) | Asuka (Team Raw)       | Asuka (Team Raw) |

## Trận đấu 5 on 5 (nam)
| #                         | Đấu sĩ                                | Đội                                   | Đánh bại bởi                          | Đòn                                   |                                       |
| ------------------------- | ------------------------------------- | ------------------------------------- | ------------------------------------- | ------------------------------------- | ------------------------------------- |
| 1                         | Shinsuke Nakamura                     | Team Smackdown                        | Braun Strowman                        | Running Powerslam                     |                                       |
| 2                         | Bobby Roode                           | Team Smackdown                        | Braun Strowman                        | Running Powerslam                     |                                       |
| 3                         | Samoa Joe                             | Team Raw                              | John Cena                             | Attitude Adjustement                  |                                       |
| 4                         | John Cena                             | Team Smackdown                        | Kurt Angle                            | Finn Balor, bởi Angle Slam            |                                       |
| 5                         | Finn Balor                            | Team Raw                              | Randy Orton                           | RKO                                   |                                       |
| 6                         | Randy Orton                           | Team Smackdown                        | Braun Strowman                        | Running Powerslam                     |                                       |
| 7                         | Kurt Angle                            | Team Raw                              | Shane McMahon                         | Pedigree bởi Triple H                 |                                       |
| 8                         | Shane McMahon                         | Team Smackdown                        | Triple H                              | Pedigree                              |                                       |
| Người trụ đuọc cuối cùng: | Braun Strowman và Triple H (Team Raw) | Braun Strowman và Triple H (Team Raw) | Braun Strowman và Triple H (Team Raw) | Braun Strowman và Triple H (Team Raw) | Braun Strowman và Triple H (Team Raw) |